# لیگ دسته اول فوتبال نروژ
 لیگ دسته اول فوتبال نروژ  (به نروژی: Adeccoligaen) پس از لیگ برتر فوتبال نروژ معتبرترین لیگ فوتبال در کشور نروژ است که در ۱۹۶۳ میلادی بنیان‌گذاری شده که از سال ۲۰۰۵ تاکنون با سیستم کنونی در حال برگزار می‌شود.
این لیگ از ۱۶ تیم که از سراسر کشور نروژ در آن شرکت می‌کنند برگزار می‌شود.